# Jakob Christoph Beck
Jakob Christoph Beck (* 1. März 1711 in Basel; † 17. Mai 1785 ebenda; heimatberechtigt in Basel) war ein Schweizer reformierter Theologe und Historiker.

## Leben und Werk
Beck studierte Philosophie und Theologie an der Universität Basel (1729 Magister Artium). Ab 1732 übernahm er verschiedene Pfarrvertretungen in Stadt und Landschaft Basel. 1737 wurde er als Nachfolger von Johann Ludwig Frey Professor für Geschichte an der Universität Basel. 1744 wechselte er auf die Professur für Glaubenslehre und Kontroverstheologie. 1759 wurde Beck Professor für Altes Testament. Daneben wirkte er seit 1753 als Bibliothekar und ab 1758 als Lektor am Frey-Grynaeischen Institut zur Förderung der theologischen Forschung und Lehre. Er veröffentlichte mehrere schweizergeschichtliche, dogmatische und bibelwissenschaftliche Werke. 1726–27 war er Mitherausgeber des historischen Lexikons des Johann Franz Buddeus in neuer und verbesserter Form unter dem Titel Neu-vermehrtes Historisch- und Geographisches Allgemeines Lexicon; die beiden Supplementbände erschienen 1742 und 1744.
Beck war nach Johann Ludwig Frey und Samuel Werenfels der führende Vertreter der "Vernünftigen Orthodoxie" in Basel. Theologisch wandte er sich besonders gegen den Pietismus (Ungrund des Separatismus, Oder Beantwortung der fürnehmsten Ursachen, derentwegen sich die Separatisten von dem öffentlichen Gottesdienste absöndern; den Irrenden zur heilsamen Unterweisung, andern aber zur Wahrnung. Basel 1753) und vertrat ein universalistisches Konzept von Theologie, ohne jedoch theologisch die Ansätze von Frey und Werenfels weiterzuentwickeln.